# 海南高等法院
海南高等法院，是中華民國時期海南島的省級法院審判機構之一，屬於普通法院，行政組織上直屬司法行政部之監督；審級上以最高法院為上級審法院。前身是廣東高等法院瓊山分院。

## 沿革
民國初在海南設瓊山商埠地方審判廳。民國4年(1915年)，廣東省在瓊崖道籌設高等審判廳分庭，以受理不服縣知事判決的上訴案件，受理五百元罰金和物價千元以下及非財產權判決的控告案件。
民國10年（1921年）4月改設瓊山地方審判廳。民國15年（1926年）秋實行二級二審制，改稱瓊山地方法院。
民國17年（1928年）1月，恢復四級三審制，改稱瓊崖地方法院，同時設立崖縣地方法院。各縣設分庭。瓊崖地方法院設在府城(今瓊山縣府城鎮)。崖縣地方法院設在崖縣崖城（今三亞市崖城鎮）。地方法院設有院長、首席檢察官、庭長、推事、檢察官、書記長官、候補推檢書記官、候補書記官等職官，受理所在縣初級及地方第一審案件即所屬初級上訴案件。當時海南設有文昌縣、崖縣、樂會縣、萬寧縣、陵水縣、儋縣、感恩縣、瓊東縣、定安縣、澄邁縣、昌江縣、臨高縣12個分庭。各縣分庭配有推事、檢察官、書記官等職官，以及雇員、檢驗吏、承發吏、法警、庭丁、雜役等人員，受理本縣初級及地方第一審案件。各縣分庭均設有監獄，關押犯人。
因瓊崖遠離廣東高等法院，交通不便，遇上高等法院受理的地方第二審及初級終審的案件，民眾上訴往返困難，法院送達傳票、調取案卷、提押犯人很不方便。故廣東高等法院於民國18年（1929年）3月在瓊崖增設廣東高等法院第一分院，下轄地方法院2所，各縣分庭12所。民國23年（1934年）改稱廣東高等法院第三分院，各縣分庭改稱地方法院分院。
民國24年（1935年）12月海南增設白沙縣、保亭縣、樂東縣3縣，因未成立地方法院分院，司法事務由縣長兼理，以瓊山地方法院為上訴機關。同年，國民政府頒佈的《法院組織法》開始實施，實行三級三審制，各地方分院改稱地方法院。
民國26年（1937年）7月，抗日戰爭爆發，海南各地法院均不能執行審判任務，審判工作暫停。各縣地方法院所管轄第一審案件由縣政府兼理。民國28年（1939年），廣東高等法院第三分院因受戰爭影響暫停審判工作，所轄第二審案件由鄰縣政府受理。
民國31年（1942年），廣東高等法院在海南設立第二巡迴審判第三區，並派專員充任巡迴推事，負責受理瓊崖第二審案件。抗戰結束後，民國35年（1946年）恢復廣東高等法院第三分院和第三分院駐崖縣臨時庭及各縣地方法院。此時海南有瓊山、文昌、澄邁、感恩、萬寧、瓊東、崖縣、昌江、臨高、樂會、定安、陵水、白沙、保亭、樂東等15個地方法院。
民國38年（1949年）4月，在海南島置「海南特別行政區」，直隸行政院。6月，成立海南高等法院，負責海南15個縣市的司法事務，管理海南的二審案件，並在崖縣設立海南高等法院崖縣分院。霍維泗代理海南高等法院推事兼院長。